# Thomas Hylland Eriksen
Thomas Hylland Eriksen (ur. 6 lutego 1962 w Oslo, zm. 27 listopada 2024) – norweski antropolog społeczny.

## Życiorys
Thomas Hylland Eriksen pracował na Uniwersytecie w Oslo. Prowadził terenowe prace badawcze na Trynidadzie i w Mauritiusie. Do głównych zainteresowań Erickena należały takie tematy jak tożsamość, nacjonalizm i etniczność. Doktorat uzyskał w roku 1991 a w roku 1995, w wieku 33 lat, został profesorem. W latach 1993–2001 był redaktorem czasopisma Samtiden. W Norwegii Eriksen uważany jest za jednego z najbardziej błyskotliwych komentatorów współczesnych zjawisk kulturowych, społecznych i politycznych.
Zasadnicza większość prac Eriksena skupiała się na popularyzacji antropologii społecznej, relatywizmu kulturowego, oraz krytyce norweskiego nacjonalizmu w debacie publicznej w Norwegii. Był autorem podręcznika wprowadzającego w podstawy antropologii społecznej, używanego na większości norweskich uniwersytetów. Jego książka "Small Places -- Large Issues" używana jest również w tym charakterze w wielu innych krajach, oraz była tłumaczona na wiele języków, podobnie jak jego ostatni podręcznik "Ethnicity and Nationalism: Anthropological Perspectives". Eriksen publikował również na łamach wielu skandynawskich gazet.
W Polsce ukazała się jego książka Tyrania chwili, która traktuje o kształtowaniu się społeczeństwa informacyjnego i społeczno-kulturowych skutkach tego procesu. Zdaniem Eriksena wzrost gospodarczy oraz technologie oszczędzające czas, a zwiększające efektywność sprawiły być może, że jesteśmy bogatsi i mamy więcej czasu dla siebie – są jednak istotne powody do podejrzeń, że doprowadziły do czegoś dokładnie odwrotnego. Większa elastyczność odbiera nam elastyczność a większa możliwość wyboru ogranicza wolność. Eriksen wskazywał na nadmierną złożoność oraz na zbyt szybkie obroty mechanizmu przemian kulturowych.
W wyborach lokalnych w 2011 kandydował z ramienia norweskiej Partii Zielonych. Był również jej reprezentantem podczas wyborów parlamentarnych w 2013. W latach 2004–2010 Eriksen kierował interdyscyplinarnym programem badawczym pod nazwą ” Kompleksowość Kulturowa Nowej Norwegii”(CULCOM), prowadzonym na Uniwersytecie w Oslo. W oświadczeniu programowym stwierdził, że głównym celem badań jest „ponowne narysowanie mapy Norwegii”, tak aby odzwierciedlała nową, transnarodową, złożoną i zglobalizowaną rzeczywistość. Wyniki projektu CULCOM, sumujące jego empiryczny bilans i perspektywy teoretyczne, zostały zawarte w publikacji „Samfunn” („Society” 2010).

## Tłumaczenia prac na polski
- Małe miejsca, wielkie sprawy. Wprowadzenie do antropologii kulturowej i społecznej, 2009, Wydawnictwo Volumen, s. 350, ISBN 978-83-7233-031-4 (Små steder – store spørsmål. Innføring i sosialantropologi 1993)
- Tyrania Chwili. Szybko i wolno płynący czas w erze informacji, Warszawa 2003, PIW, ISBN 83-06-02913-5 ( Øyeblikkets tyranni. Rask og langsom tid i informasjonsalderen 2001)
- Etniczność i nacjonalizm. Ujęcie antropologiczne, Kraków 2013, Wydawnictwo Uniwersytetu Jagiellońskiego, ISBN 978-83-233-3562-7